# Manifest van het Brabantse Volk
Het Manifest van het Brabantse Volk (Frans: Manifeste du peuple brabançon) is een verklaring die uitgevaardigd werd bij het begin van de Brabantse Revolutie op 24 oktober 1789. Ze was opgesteld namens het comité van Breda en ondertekend door Hendrik van der Noot, "Volmachtigden Agent van het Volk van Brabant". De inleiding was overgenomen uit de Politique naturelle, ou Discours sur les vrais principes du Gouvernement, het radicaalste werk van d'Holbach.
In oktober 1789 rukten opstandelingenleider Hendrik van der Noot en generaal Jan Andries vander Mersch met een leger van 2.800 man uit Staats-Brabant op naar het zuiden van het hertogdom Brabant, dat onder Oostenrijks gezag stond. De eerste plaats van enige betekenis die ze bereikten was Hoogstraten en het is daar dat Van der Noot zijn Manifest afkondigde op 24 oktober 1789.
Het uitgangspunt is dat de vorst zijn plechtige beloften had geschonden. Daarom verklaarde het Manifest hertog Jozef van Brabant, beter bekend als keizer Jozef II van Oostenrijk, vervallen van de Brabantse troon. Precies hetzelfde argument hadden de Staten-Generaal van de Nederlanden in het Plakkaat van Verlatinghe in 1581 ingeroepen tegen de toenmalige hertog, koning Filips II van Spanje. Bij hun aantreden moesten de hertogen immers de eed van trouw aan de Blijde Inkomst (1356) zweren, en het niet naleven van die eed werd door de opstandelingen als meineed afgedaan.
De opstand gaf aanleiding tot het ontstaan van de republiek van de Verenigde Nederlandse Staten, die in 1790 minder dan een jaar bestond in het huidige België.
Het document is in 2008 door de Koning Boudewijnstichting verworven en in beheer bij het Algemeen Rijksarchief.